# Adalbert Schnizlein
Adalbert Carl (Karl) Friedrich Hellwig Conrad Schnizlein est un botaniste bavarois, né le 15 avril 1814 à Feuchtwangen et mort le 24 octobre 1868 à Erlangen.
Schnizlein est apprenti dans des pharmacies, à Ansbach et à Nördlingen. Il étudie à l’université de Munich la pharmacie et est diplômé à l’université d’Erlangen en 1836. Neuf ans plus tard, il reçoit son habilitation. À partir de 1850, il enseigne la botanique à l’université d’Erlangen et dirige le jardin botanique de la ville.

## Liste partielle des publications
- 1843-1870 : Iconographia familiarum naturalium regni vegetabilis...
- 1847 : Die Flora von Bayern.